# Preseľany
Preseľany este o comună slovacă, aflată în districtul Topoľčany din regiunea Nitra. Localitatea se află la altitudinea de 157 m deasupra n.m., se întinde pe o suprafață de 11,9 km2 și în 2017 număra 1.424 de locuitori.

## Istoric
Localitatea Preseľany este atestată documentar din 1280.

## Demografie
| An:                | 1994 | 2004   | 2014   | 2024   |
| ------------------ | ---- | ------ | ------ | ------ |
| Număr de persoane: | 1472 | 1494   | 1486   | 1509   |
| Diferență:         |      | +1,49% | −0,53% | +1,54% |

| An:                | 2023 | 2024   |
| ------------------ | ---- | ------ |
| Număr de persoane: | 1524 | 1509   |
| Diferență:         |      | −0,98% |